# Histoire de Lille

Blason de Lille

L'histoire de Lille  est connue à partir du XIe siècle par la Charte de 1066 par laquelle Baudouin V de Flandre dote la collégiale Saint-Pierre récemment fondée.
La ville, capitale des Pays-Bourguignons, connaît une période de rayonnement et de grande prospérité au XVe siècle. Rattachée au royaume de France à partir de la conquête de Louis XIV en 1667 et agrandie par Vauban, la ville étouffe au milieu du XIXe siècle à l'intérieur de remparts datant de deux siècles, inadaptés au développement de la grande industrie textile. En 1858, Napoléon III décide de rattacher les communes limitrophes et d'étendre l'enceinte de la ville.
Les deux guerres mondiales sont des épreuves particulièrement douloureuses.
Les Trente Glorieuses sont une période de désindustrialisation et de reconversion dans des activités tertiaires. Le patrimoine historique, malmené jusque dans les années 1960, est mis en valeur à la fin du XXe siècle.

## Une légende aux origines de la ville
Une légende, celle de Lydéric et Phinaert, situe la fondation de la cité de L'Isle en 640. La première mention écrite de la ville (Castrum Illense = château de l'île) figure dans la relation d'une expédition en 1054 de l'empereur Henri III contre le Comte de Flandre Baudouin V, traditionnellement considérée comme le premier siège de Lille.

## Le peuplement ancien

### Préhistoire
Des éléments archéologiques trouvés dans le sous-sol de la ville indiquent un peuplement ancien de la vallée, au moins depuis le Mésolithique. 

### Antiquité romaine
En Gaule belgique, le site de la future ville se situe aux confins des territoires des Ménapiens et des Nerviens. Quelques fouilles anciennes d'Henri Rigaux au XIXe siècle ont révélé une présence gallo-romaine sur les rives de la Deûle (Palais Rameau) et un cimetière mérovingien à Esquermes. Plus récemment, des fouilles menées rue des Poissonceaux et sur l'îlot des Tanneurs, ont mis au jour des vestiges romains. 

### Haut Moyen Âge
Un édifice rural de la fin du Xe siècle a été fouillé rue Virginie Ghesquière, dans l'ancienne paroisse d'Esquermes, non loin de la chapelle Notre-Dame-de-Réconciliation sous laquelle ont été également découverts des vestiges de la même période. Une maison carolingienne a été fouillée par le service municipal d'archéologie sous l'actuel conservatoire de musique, place du Concert. 
Enfin au début de la rue Pierre Mauroy à 6 mètres sous l'actuelle voirie furent mis au jour un pavement de bois datant du IXe siècle sur une longueur de 20 mètres et dans un autre secteur de la vieille ville un quai en bois datant lui aussi du IXe siècle. 
Aucun élément archéologique ne permet toutefois de faire remonter le fait urbain avant l’émergence tardive de Lille dans les textes au XIe siècle. 

### Aux alentours  de Lille
Des découvertes archéologiques récentes (2008 et 2009) ont révélé ou précisé l'existence d'une continuité urbaine ou néo-urbaine remontant aux temps très anciens, avant même l'occupation romaine, dans les environs immédiats de Lille. En particulier au sud d'une ligne Ouest-Est constituée par un repli crayeux (depuis Loos-epi de soil jusqu'à Wattignies-arbrisseau) avec une descente en pente douce vers le sud. Plusieurs fermes gallo-romaines ont également été trouvées à Wattignies, Seclin, Noyelles-lès-Seclin, Wavrin, constituant une densité d'occupation inhabituelle. De même, en mars 2009, lors des creusements préparatoires d'un lotissement à Houplin-Ancoisne, on a mis au jour un cimetière mérovingien contenant plus de 500 tombes, le plus grand cimetière connu à ce jour au nord de Paris.

## Le site et l'émergence de la ville

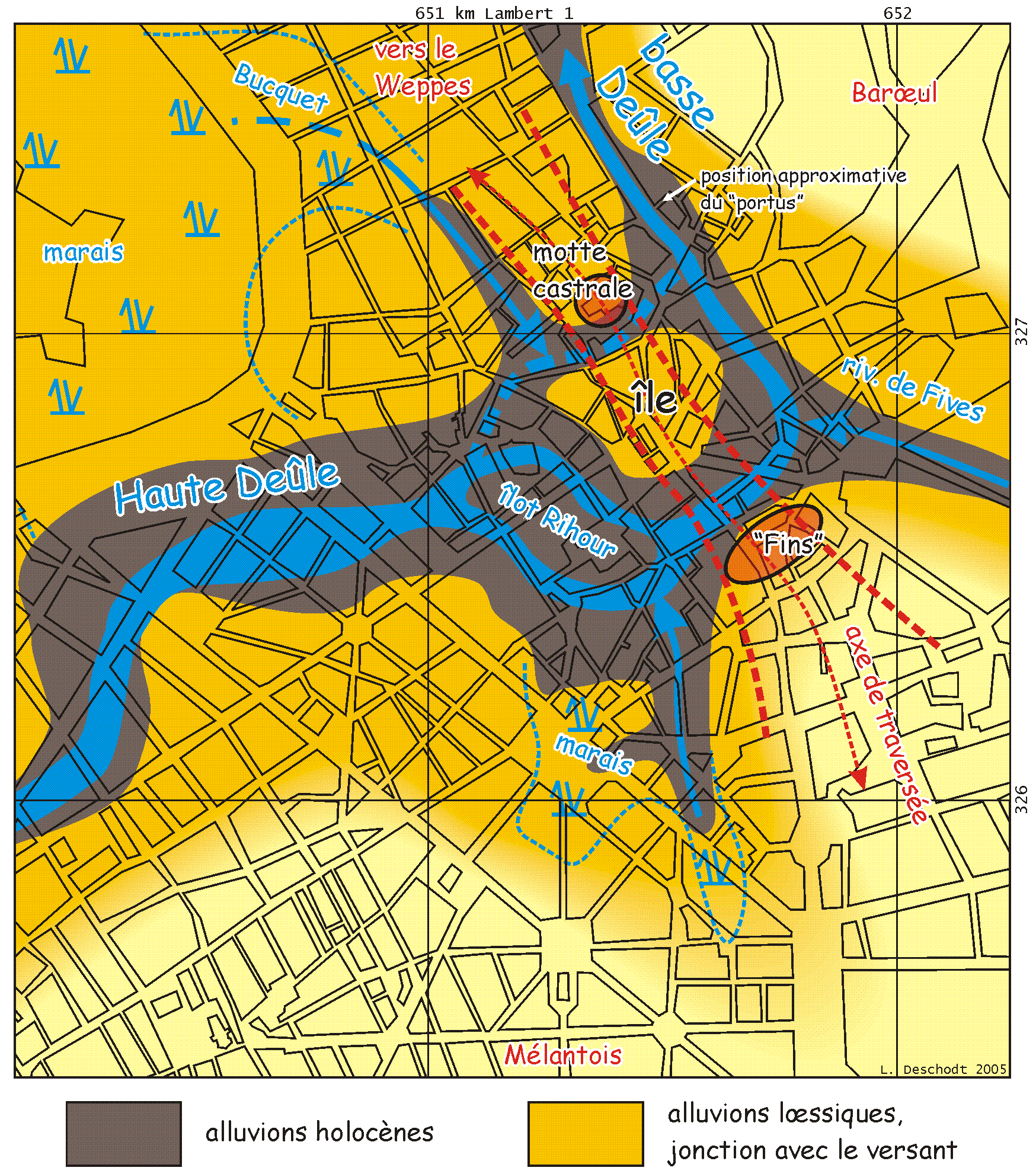
Le site de Lille et les premiers lieux de peuplements attestés par les textes

Le nom de la ville provient d’un passage de la Charte de dotation de la Collégiale Saint-Pierre de 1066  « in loco progenitoribus Illa nominoto », en français « le lieu que nos aïeux appelaient Illa », nos aïeux se référant à la période probable de formation du premier noyau urbain, le castrum vers l’an 1000,.
Ce nom  a été ensuite repris dans le sens de site insulaire sous la forme d'« insula », « l'Isla ».
La ville est construite dans un élargissement de la vallée de la Deûle entre trois régions de relief modéré : le Barœul au nord-est, les Weppes à l’ouest et le Mélantois au sud. Dans le détail, le site originel de la ville est difficile à reconstituer car le réseau hydrographique, peu contraint par le relief, a très tôt été modifié.
À l'emplacement de Lille, plusieurs petits cours d’eau convergeaient vers la Deûle : le Bucquet, qui était un bras de la rive gauche de la Deûle, la Riviérette, le Becquerel ou ruisseau de Fives ». L’ensemble formait un lacis de zones humides. Des zones d’alluvions lœssiques, légèrement plus élevées, en émergeaient, formant autant de rives marquées ou d’îlots exondés. Vers l’aval, la Deûle s’encaissait en un lit plus étroit et régulier (avenue du Peuple Belge).
En 1325, les « rentes» (redevances) les plus chères payées par les Lillois à la « Maison Saint-Nicolas » (hospice) pour leur habitation se localisent principalement près du « Marché » (ou forum ou Grand Place) au début de la rue Grande-Chaussée. Les prix baissent quand on s'approche du Rivage ou portus, lieu d'embarquement sur la Basse-Deûle sans doute car les terrains, plus humides ou inondables, sont plus difficiles pour la construction. Les plus riches choisissent d'habiter plus en hauteur et sur la craie plus saine près du « Marché », et près de la route Paris-Flandre.
Jusqu’au creusement du « canal de l'Esplanade » (ou « canal de la Moyenne-Deûle ») en 1750, les marchandises transportées par voie d’eau devaient transiter par voie de terre entre la « Haute » et la « Basse » Deûle. Historiens et géographes ont considéré cette rupture de pente longitudinale, induisant une activité portuaire, comme un facteur primordial du développement de la ville.
En outre, la configuration du fond de vallée permet, à cet endroit, un franchissement relativement aisé, entre la motte castrale et le lieu-dit Fins (future paroisse Saint-Maurice), où s'est tenue une session du tribunal comtal itinérant en 875 et où la présence d'une église, attestant de la présence d'un peuplement, est mentionnée dans la Charte de fondation de la collégiale Saint-Pierre de 1066. Les deux bas de versants opposés constituent d’ailleurs les premiers noyaux de peuplement cités dans les textes médiévaux au XIe siècle. Le toponyme insula (l’île) est né dans ce contexte. Il désigne : soit la motte féodale  entourée par le canal Saint-Pierre et le canal du Cirque, soit un îlot plus haut et plus sec au centre de la vallée, utilisé pour la traversée de la vallée (approximativement à emplacement de l’Opéra).
Ces deux axes de circulation ont favorisé, au Moyen Âge, l’urbanisation de « l’île » et de ses abords. La ville médiévale était traversée de nombreux canaux. Ils reprennent partiellement les anciens cours d’eau à l’origine de la ville mais beaucoup sont totalement artificiels, issus des fossés des enceintes successives ou creusés pour des besoins spécifiques. Soumis à un fort envasement et considérés comme des agents infectieux, ils ont été comblés ou recouverts au cours du XIXe siècle.
La charte de consécration de la collégiale Saint-Pierre, en 1066, est le plus ancien document historique complet. Elle a fait l'objet d'une récente traduction par le professeur Stéphane Lebecq. Ce document atteste l'existence d'une ville constituée dont l'origine remontait  au moins aux environs de l'an 1000.

## Moyen Âge

### Les 17 provinces

Carte des Pays-Bas bourguignons en 1477
En orange, les acquisitions des Ducs de Bourgogne et de Charles Quint.
- 1384 : Artois (5), Flandre (9), Malines (15)
- 1427 : Namur (8)
- 1428 : Hainaut (6), Zélande (10), Hollande (7)
- 1430 : Brabant (1), Limbourg (3)
- 1443 : Luxembourg (4)
- Sous Charles Quint
- Utrecht (17), Frise occidentale et orientale (14), Gueldre (2)
- provinces perdues et reprises : Groningue (14), Overijssel (16), Zutphen (11)
- la Picardie va à la France en 1477.
En vert, La principauté de Liège indépendante
En rouge, l'Angleterre
En bleu, la France
En gris, d'autres États du Saint-Empire romain germanique
Les 17 provinces ===
1. le duché de Brabant
2. le duché de Gueldre
3. le duché de Limbourg
4 le duché de Luxembourg
5. le comté d'Artois
6. le comté de Hainaut
7. le comté de Hollande
8. le comté de Namur
9. le comté de Flandre
10. le comté de Zélande
11. le comté de Zutphen
12. le marquisat d'Anvers
13. la seigneurie de Frise
14. la seigneurie de Groningue
15. la seigneurie de Malines
16. la seigneurie d'Overijssel
17. la seigneurie d'Utrecht

Au moment de son émergence dans l'histoire, Lille appartient au comté de Flandre, alors une des régions les plus prospères d'Europe. Lille intègre un réseau de villes dont certaines sont héritées de l’urbanisme antique (Boulogne, Arras, Cambrai) tandis que d'autres sont de développement plus tardif, à l'époque carolingienne (Valenciennes, Saint-Omer, Gand, Bruges, Anvers, Douai). L’essor ou le renouveau urbain repose alors sur la fabrication, la diffusion de draps de laine et sur le commerce.
Dès le XIIe siècle, la renommée de la foire aux draps de Lille s'accroît. En 1144 apparaît dans les sources la « paroisse Saint-Sauveur » qui donna son nom au quartier « Saint-Sauveur ».
En 1213, la ville subit des sièges et une mise à sac par Philippe Auguste  pour punir les lillois de leur trahison en faveur du Comte de Flandre Ferrand .
Les comtes de Flandre, de Boulogne et du Hainaut, l'Angleterre et le Saint Empire Germanique s'unissent pour faire la guerre à la France et à son roi Philippe Auguste. Lors de cette guerre, le roi de France Philippe Auguste bat le comte de Flandre et l'Empereur germanique Othon IV. Cette  guerre s'achève par la victoire française de Bouvines en 1214. Le comte Ferrand de Portugal est emprisonné et le comté tombe en « quenouille » : c'est son épouse, Jeanne, comtesse de Flandre et de Constantinople qui gouverne la ville. La comtesse était, dit-on, fort aimée des Lillois.
En 1224, l'ermite Bertrand de Rains, sans doute poussé par des seigneurs locaux, essaye de se faire passer pour Baudoin Ier de Constantinople, père de Jeanne de Flandre disparu à la bataille d'Andrinople. Il pousse les comtés de Flandre et du Hainaut à la sédition contre Jeanne pour recouvrer ses terres. Elle en appelle à son cousin le roi Louis VIII le Lion. Celui-ci démasque l'imposteur qui est ensuite pendu par la comtesse Jeanne. Le roi consent en 1226 à libérer Ferrand de Portugal, qui meurt en 1233, ainsi que sa fille, Marie, peu après. En 1235, Jeanne octroie une charte à la ville de Lille par laquelle les mayeurs et les échevins sont choisis à chaque Toussaint par quatre commissaires désignés par le souverain. Le 6 février 1236 elle fonde, dans l'enceinte de son palais lillois, l'hôpital Comtesse, qui demeure l'un des plus beaux bâtiments du Vieux-Lille. C'est en son honneur que la maternité du centre hospitalier régional universitaire de Lille fut baptisée hôpital Jeanne-de-Flandre au XXe siècle.
À la mort de la comtesse, sans descendance, en 1244 en l'Abbaye du repos de Notre-Dame de Marquette, les comtés de Flandre et du Hainaut échoient à sa sœur Marguerite II de Flandre puis au fils de Marguerite, Gui de Dampierre.
À la suite de la victoire des milices flamandes, en 1302, lors de la bataille des Eperons d'Or, Lille à son tour, chasse les "Leliaerts" (partisans du roi de France, Philippe le Bel)  et se joint à ses compatriotes flamands. Lille passera tout de même sous la tutelle de la France de 1304 à 1369, après la bataille de Mons-en-Pévèle. Lille compte 10 000 habitants vers 1300.
Le comté de Flandre est rattaché au duché de Bourgogne après le mariage en 1369 de Marguerite de Male, comtesse de Flandre, et de Philippe II le Hardi, duc de Bourgogne.
Le duc crée en 1385 le Conseil de Lille comprenant une Chambre des comptes et une cour de justice, le Conseil de Flandre. Ce conseil est sédentaire et s'occupe des affaires financières et judiciaires de l'ensemble des territoires du duc à l'exception de la Bourgogne. Par la suite, Jean sans Peur déplace le Conseil de Flandre à Gand mais conserve la Chambre des Comptes à Lille où elle a la charge des affaires financières de tous les territoires à l'exception du Brabant, de la Hollande, de la Frise et de la Bourgogne.
Lille devient alors l'une des trois capitales du duché bourguignon avec Bruxelles et Dijon. Philippe le Bon, duc de Bourgogne, et plus puissant que le roi de France, fit de Lille une capitale administrative et financière. A cette époque la population aurait été de l'ordre de 15 à 20 000 habitants.
Le 17 février 1454, soit un an après la prise de Constantinople par les Turcs, Philippe le Bon organise en son palais ducal de Lille un banquet pantagruélique resté célèbre sous le nom de « Banquet du Vœu du faisan ». Le duc et ses suivants y firent le serment sur un faisan richement paré de porter secours à la Chrétienté.
En 1477, à la mort de Charles le Téméraire dernier duc de Bourgogne, son héritière Marie de Bourgogne épouse Maximilien d'Autriche, apportant la ville aux Habsbourg, qui prend ainsi le titre de comte des Flandres. À Lille, en 1477, la Chambre des comptes de Lille est alors supprimée.
À la fin du règne de l'empereur romain germanique Charles V, dit Charles Quint, les Flandres espagnoles échoient à son fils aîné. Lille passe donc sous la tutelle de Philippe II d'Espagne, roi d'Espagne. La ville resta sous autorité espagnole jusqu'au règne de Philippe IV d'Espagne.

## Époque moderne

### La domination espagnole
Le XVIe siècle est surtout marqué par les épidémies de peste, l'essor de l'industrie textile dans la région, et les révoltes protestantes.
Le Magistrat de Lille crée une école latine en 1529 ; les jésuites s'établissent à Lille en 1562 et prennent la direction du collège municipal (dans des bâtiments construits en 1606 lors de l'agrandissement de la ville, devenus ceux de l'Hôpital Militaire après l'expulsion des Jésuites de  France en 1764 et actuellemment locaux de la Préfecture).
En 1542, la commune recense les premiers calvinistes. En 1555 a lieu une répression anti-protestante. Au début de l'année 1560, les Hurlus, rebelles protestants se réclamant de l'autorité du prince d'Orange, écument la région de Tournai, détruisant églises et couvents, ce qui leur vaut la répression par les Tercios espagnols menés par le duc d'Albe, envoyé par Philippe II d'Espagne. En avril 1578, les Hurlus prennent le château des comtes de Mouscron. Après s'en être fait déloger quatre mois plus tard par un régiment wallon catholique, et s'être fait reprendre la ville de Courtrai par le bailli de Mouscron, ils tentent à plusieurs reprises de prendre la ville de Lille pendant les années 1581 et 1582, mais en vain. Les Hurlus auraient notamment été repoussés par l'héroïne légendaire Jeanne Maillotte. Dans le même temps (1581), avec l'appui d'Élisabeth Ire d'Angleterre, le nord des Pays-Bas espagnols, devenu majoritairement protestant, se révolte avec succès et devient les Provinces-Unies.
La ville s'agrandit par deux extensions successives de l'enceinte, de 17 hectares en 1603 au sud-ouest englobant le faubourg du Molinel où s'établit en 1606 le collège des Jésuites (ensuite hôpital militaire, actuellement services de la Préfecture), de 34 hectares en 1617 au nord-est englobant le faubourg des Reignaux et l'emplacement de l'ancien château de Courtrai détruit en 1599 ce qui porte la surface à l'intérieur des remparts de 91 hectares depuis l'absorption du faubourg de Weppes en 1370 à 142 hectares.

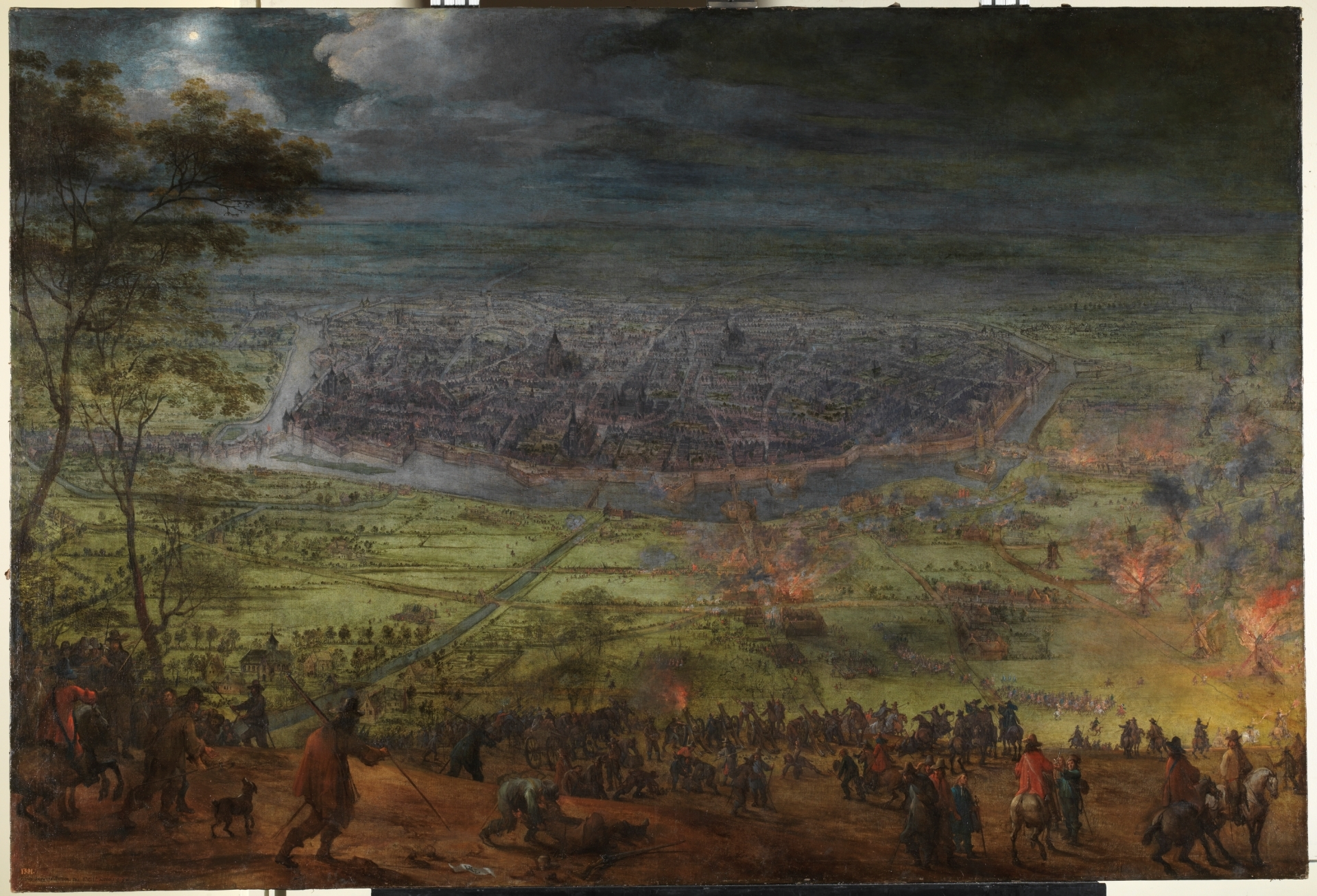
Attaque nocturne de Lille

De 1640 à 1654, au cours de la Guerre de Trente Ans, la ville souffre des combats entre la France alliée aux hollandais des Provinces-Unies et les Pays-Bas espagnols.  
Après la prise d'Arras par les Français en août 1640, environ 3 000 Artésiens viennent se refugier à Lille.
En septembre 1641, les troupes de l'armée française commandée par les maréchaux de Brezé et La Meilleraye mettent le feu aux faubourgs Notre-Dame et des Malades. En août 1644, les Français brûlent les faubourgs de Saint-Pierre et de la Barre. Le 12 septembre 1645, les troupes françaises sous le commandement de Jean de Gassion s'avancent jusqu'aux portes de Fives et Saint-Pierre mais sont repoussées par les villageois des environs et les bourgeois de la ville. La ville est bombardée après cette attaque, endommageant l'hôpital Comtesse et l'église Sainte-Catherine. De 1645 à 1647, les environs sont de nouveau dévastés et encore en décembre 1654 et en 1657.

### La conquête française et l'Ancien Régime

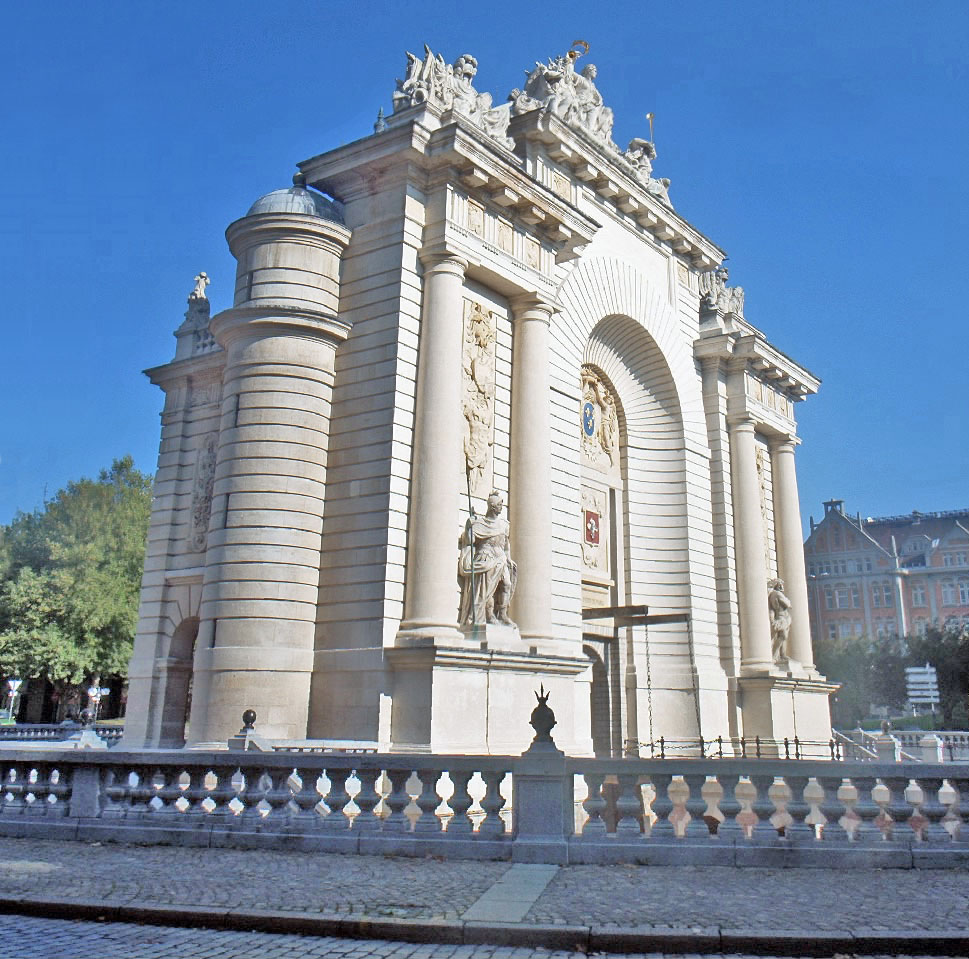
Porte de Paris, construite en l'honneur de Louis XIV

En 1667, la ville, redevenue riche et prospère, est assiégée et prise par Vauban en huit jours (20-27 juillet) simultanément avec Douai sous les yeux du Roi Soleil. Lille devient alors française le 2 mai 1668 par le traité d'Aix-la-Chapelle. Les Lillois sont alors en majorité hostiles à la domination française. La même année, Vauban, nommé gouverneur, améliore et étend les fortifications de la ville englobant les nouveaux quartiers de Saint-André et de La Madeleine créés au  nord-ouest  jusqu'à la Citadelle. La surface intra-muros est ainsi portée de 142 à 206 hectares auxquels s'ajoutent 205 hectares de fortifications. Ces travaux rallient la confiance des sujets flamands. D'avril à décembre 1672, le Roi nomme D’Artagnan gouverneur de la ville en remplacement provisoire
du maréchal d'Humières.

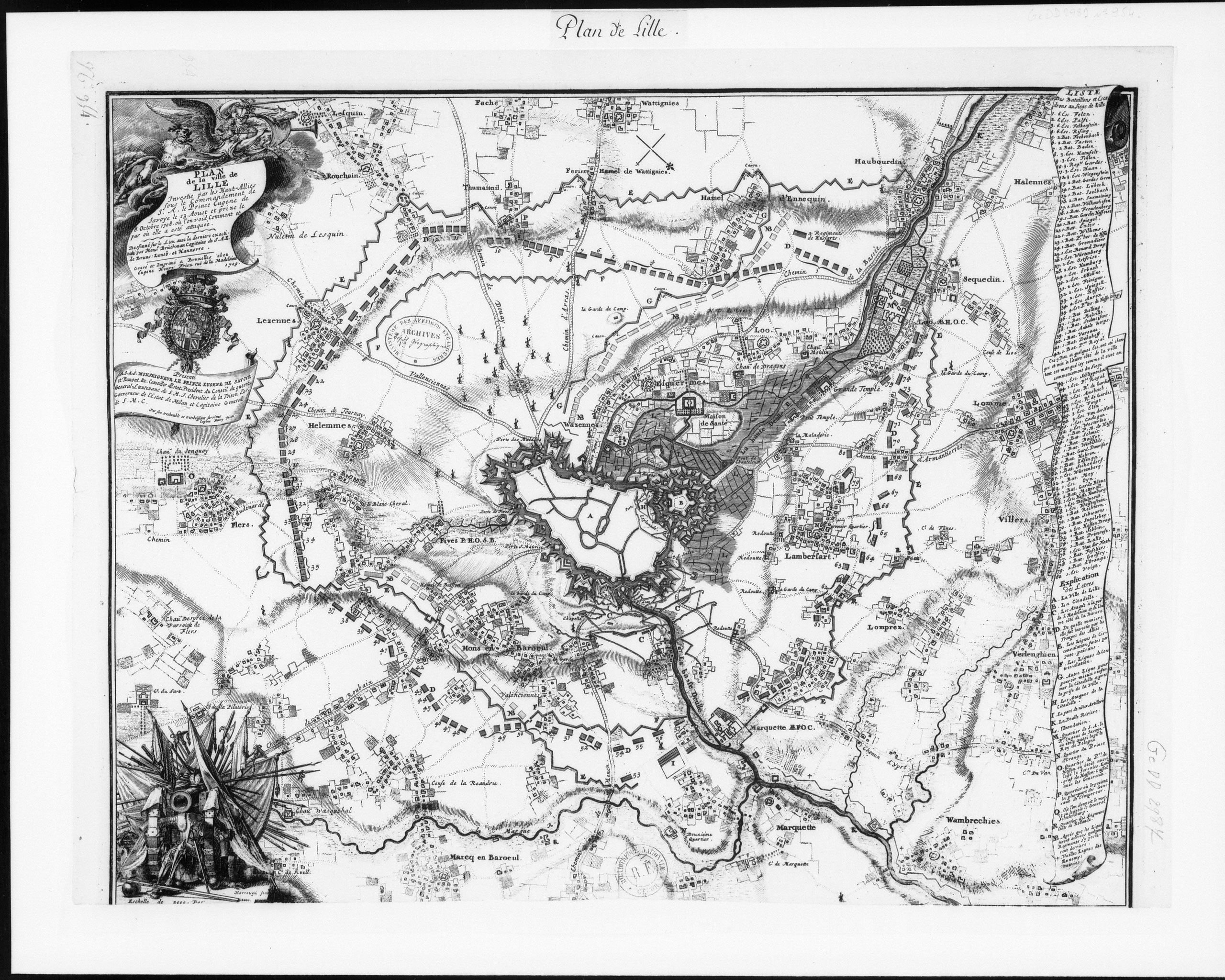
Carte décrivant le siège et la prise de la ville (éditée en 1709 par Eugène-Henri Fricx).

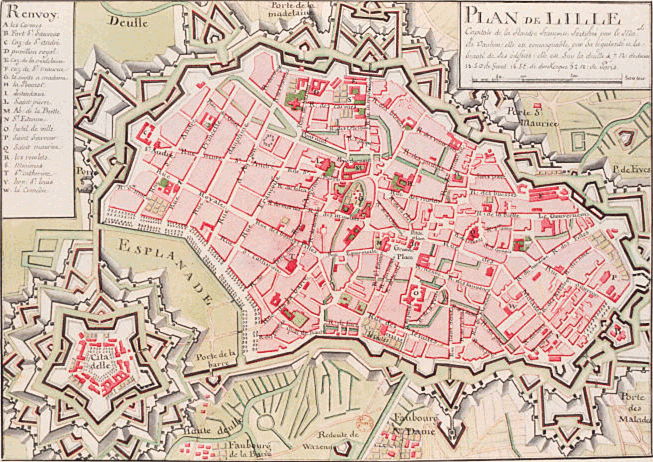
Carte du XVIIIe siècle du vieux Lille et de la citadelle Vauban

Au cours de la guerre de Succession d'Espagne, qui oppose entre autres la France à la coalition entre la Grande-Bretagne, les Provinces-Unies, l’Autriche et la Prusse, la ville fortifiée est assiégée mi-août 1708 par les 75 000 hommes du duc de Marlborough et du prince Eugène de Savoie. La garnison lilloise, commandée par le  maréchal de Boufflers, est de 15 000 hommes. Fin octobre, Boufflers doit abandonner la ville, et se replie avec 5 000 hommes dans la citadelle Vauban. Il capitule finalement début décembre. La ville est alors occupée pendant cinq ans par les troupes de la coalition. Lille est rendue à la France quand la paix est signée à Utrecht le 11 avril 1713.

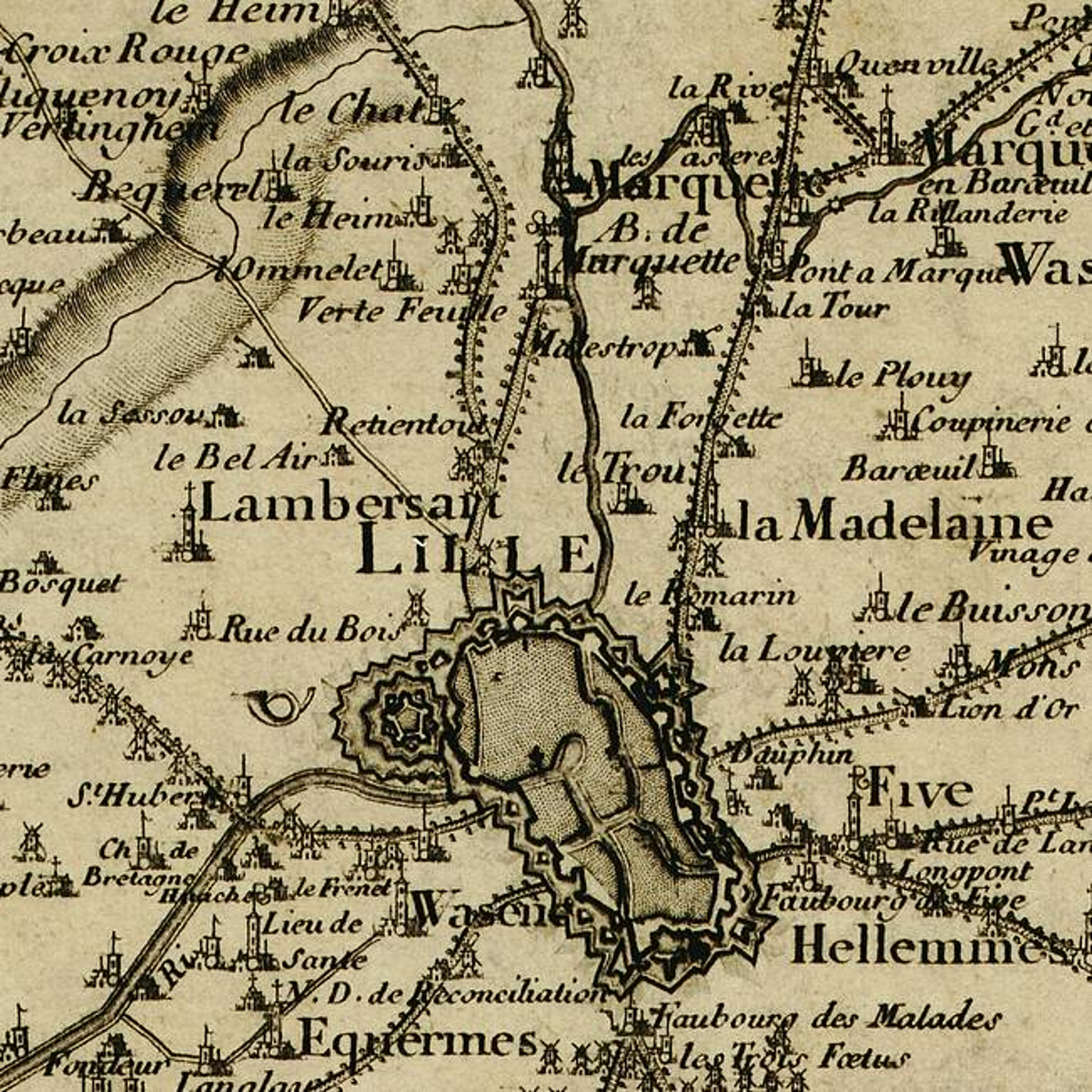
Carte du XVIIIe siècle du vieux Lille et de ses environs

Pendant le XVIIIe siècle, siècle des Lumières, Lille reste profondément catholique.[réf. nécessaire]

## La Révolution française

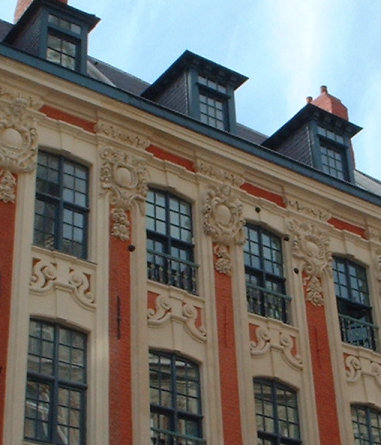
Boulets de canon factices sur les façades de la place du Théâtre à Lille

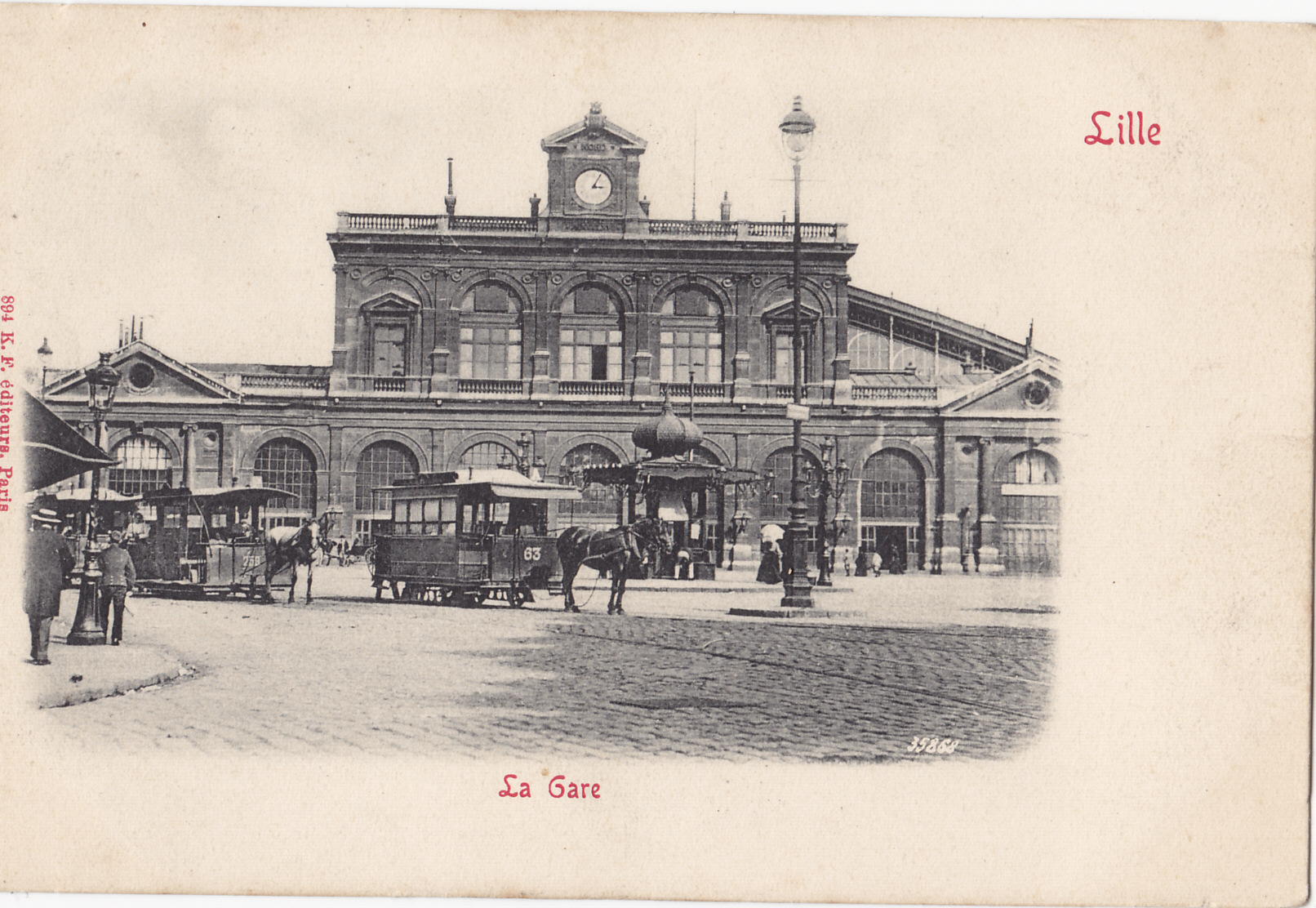
L'actuelle gare de Lille-Flandres, construite en 1867 en remplacement de la gare édifiée en 1848.
On voit sur cette carte postale du tout début du XXe siècle des tramways tractés par des chevaux de la compagnie Tramways du département du Nord.

En 1789 la ville subit des émeutes et la destruction de plusieurs établissements religieux, notamment la collégiale Saint-Pierre. En 1790, a lieu l'installation de la première municipalité élue qui succède à l'ancienne administration municipale, le Magistrat, datant du Moyen-Âge.
La Révolution française pousse en 1792 les Autrichiens, alors présents dans les Provinces-Unies, à assiéger Lille le 20 avril, jusqu’à une trêve le 18 mai. Un nouveau siège commence à l’automne, accompagné d’un bombardement qui dure du 29 septembre au 3 octobre. Confronté à la résistance des Lillois conduits par leur maire François André et à la pression des armées révolutionnaires, Albert de Saxe-Teschen lève le siège le 8 octobre. Ce bombardement est représenté par le peintre Louis Joseph Watteau, dans un tableau conservé par le musée de Lille, intitulé « Tableau du Bombardement de Lille en 1792 » qui montre notamment les inondations du secteur de Wazemmes à partir de la Haute-Deûle et de « la lunette de Fives formée par la Chaude-Rivière », provoquée pour se protéger des Autrichiens.
Le 12 octobre 1792, la Convention nationale décrète à l'unanimité que « Lille a bien mérité de la patrie ». Pour célébrer la résistance de la ville, les habitants placèrent sur certaines façades des boulets de canon factices (notamment dans les façades du « rang du beau regard »), autour de la « place du théâtre». De même la « colonne de la Déesse », initialement sculptée pour figurer sur l'Arc de triomphe de l'Étoile, a été érigée en 1845 sur la « Grand'Place » en commémoration de l'évènement.
La mise en place du calendrier républicain ,entré en vigueur en octobre 1793, n'alla pas de soi chez les catholiques : la société populaire de Lille se démène en constatant que les Lillois s'arrêtent de travailler le dimanche (dans le calendrier républicain, le jour de repos est le decadi) voire fêtent cette journée. Le 18 frimaire an II, (8 décembre 1793), elle demande qu'une intervention ait lieu auprès de la municipalité afin qu'elle agisse pour qu'on ne danse plus « les ci-devant dimanches ». Le 7 pluviose an II, (26 janvier 1794), elle s'insurge contre les instituteurs et institutrices qui donnent congé à leurs écoliers et écolières les jours « des ci-devant dimanches et fêtes ». En revanche, les protestants lillois adoptent sans difficulté le nouveau rythme de vie et tiennent leurs assemblées et célébrations de leur culte les decadi au lieu des dimanche.

## LeXIXesiècle
La ville continue de grandir, et en 1800 elle compte 53 000 habitants. Elle devient le chef-lieu du département du Nord en 1804 et développe son enseignement public, rue des Arts.
Au début du XIXe siècle, le Blocus continental du Royaume-Uni par Napoléon Ier permet à la région de développer encore son industrie textile. Lille travaille le coton, et les proches communes de Roubaix et Tourcoing, la laine.
En 1815, Lille compte trois loges maçonniques : Les Amis-Réunis, la Fidélité, la Modeste.
Au début du XIXe siècle, le temps de transport demeure un problème : en 1817, la diligence qui part de Lille vers Tourcoing vers 17 heures, en revient le lendemain matin vers 10 heures du matin. La durée du voyage Lille-Paris est de 48 heures et de 20 heures en 1848.
En 1802-1803, Lille est au centre d'un réseau de diligences et autres transports, aller et retour, reliant la ville à différentes destinations comme une diligence quotidienne pour Paris. Partent encore tous les jours, une diligence vers Valenciennes, une autre vers Béthune, une vers Ypres, une vers Gand. Vers Dunkerque, un transport par diligence les jours impairs est complété par une berline et encore un cabriolet quotidiens. Tournai est reliée par trois diligences, une tous les jours, une les jours impairs, une les jours pairs. Une voiture simple va à Menin sans jour déterminé. Anvers est gagnée par une diligence et une berline tous les jours, en passant par Bruxelles. Deux diligences quotidiennes se rendent à Douai, l'une le matin l'autre l'après-midi, complétées par une barque quotidienne. Vers Paris, existent encore une diligence tous les deux jours du service des Postes, et une autre de messagerie tous les deux jours.
Lors de la crise de 1827, sur 70 000 habitants, la ville compte 31600 indigents. L'année suivante, on compte 113 mutuelles d'entraide ouvrière, portant souvent le nom d'un saint catholique
L'industrie se développe à Lille, mais une partie de la production est réalisée à domicile par des artisans logeant dans des conditions sordides. En 1828, plus de 3600 habitent dans des caves.
En 1843, Lille dispose du chemin de fer avec la mise en service d'une ligne entre Lille et Tourcoing, puis, en 1846, de la ligne de Paris-Nord à Lille.
En 1853, Alexandre Desrousseaux compose sa fameuse berceuse, (L'Canchon-Dormoire), « Dors min p’tit quinquin ».
La ville développe son enseignement supérieur en établissant une faculté des sciences et une École des arts industriels et des mines en 1854.
En 1858, un décret impérial annexe les communes limitrophes de Fives, Wazemmes, Moulins et Esquermes à Lille. Lille compte 158 000 habitants en 1872, plus de 200 000 en 1891 et 217 000 habitants en 1912. Gustave Delory est en 1896 le premier maire  socialiste d'une grande ville française après Roubaix en 1892. La grande ville vit pleinement la révolution industrielle. Grâce notamment à la machine à vapeur et aux métiers à tisser mécaniques, la ville devient opulente.
À la fin du XIXe siècle, le transport collectif est assuré par le tramway, ancien réseau de Lille, d'abord tiré par des chevaux en 1874, (600 chevaux sont utilisés avec écuries, personnel d'entretien, nourriture , soins,...un décret d'août 1900 va supprimer la traction hippomobile), puis fonctionnant à la vapeur, non seulement pour relier Lille à Roubaix et Tourcoing mais aussi pour assurer différents trajets dans Lille et vers les villes voisines. « L'car à vapeur » entré en service en 1881 est un progrès permettant d'augmenter le nombre de passagers transportés mais il présente des inconvénients : bruyant, il dégage beaucoup de fumée, utilise du charbon incandescent dont des fragments s'échappent parfois des cheminées, risquant de provoquer des incendies et/ou de brûler les pattes des chevaux. Au début du XXe siècle, interviennent les évolutions essentielles : l'électrification, le percement du grand boulevard et la mise en service du tramway du Grand Boulevard en 1909.
En 1900, la ville reçoit la Légion d'honneur pour la tenue de sa population pendant le siège de 1792
Les facultés des lettres, de sciences, de médecine et de droit sont créées dans les années 1880 entre la rue Jean-Bart et la rue Jeanne-d'Arc dans le quartier Saint-Michel formant l'université de Lille quelques années après la construction de l'Université catholique dans le quartier Vauban-Esquermes.
En 1901, Charles Debierre, adjoint au maire à l'instruction publique, préside une association des «amis du peuple» qui veulent permettre à tous l'accès à la culture, à une époque où le petit peuple accède à l'école grâce aux lois Jules Ferry : l'Université populaire de Lille de Lille est créée. Elle organise le dimanche matin, à l'heure de la messe, des conférences de haut niveau ouvertes à un large public.
Mais, à la veille de la première guerre mondiale, le peuple se divertit plutôt de sa vie difficile dans les estaminets, lieux de convivialité, où on décompresse, où on retrouve ses amis, où on chante les refrains patoisants, où on joue à des jeux variés (jeu du beigneau (lancer de palets dans un trou), jeu du bouchon (abattre des bouchons de liège situés à 9 m de distance), quilles, fléchettes, ou encore compétitions de force, tir à l'arc,...En 1882, Lille compte 360 débits de boissons, et 3979 en 1911.

## Première Guerre mondiale

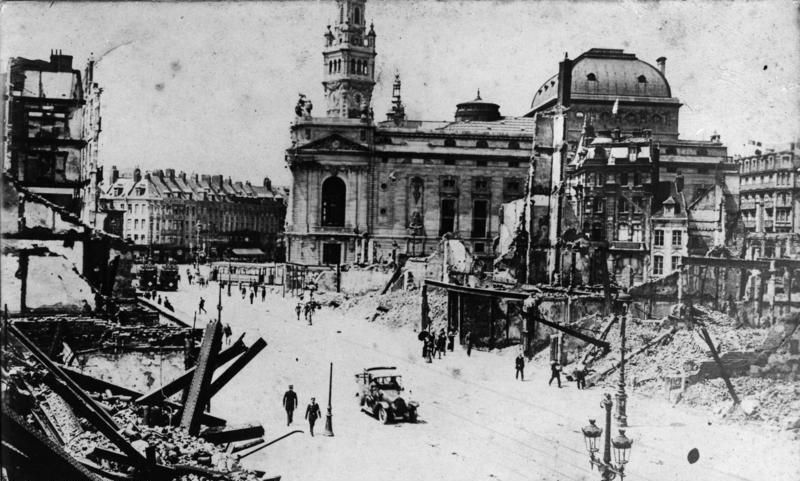
Le haut de la rue Faidherbe, face à la gare, en 1916.

Lille est déclarée « ville ouverte » le 1er août 1914  et l'État-major l'évacue le 24 août. La ville retrouve une importance stratégique avec la « course à la mer » et est réoccupée le 3 octobre par l'armée française. Le siège de la ville est marqué par un intense bombardement du 11 au 12 octobre qui détruisit une grande partie du quartier de la gare. Au cours de l'occupation allemande très éprouvante du 12 octobre 1914 au 17 octobre 1918, les lillois subissent de nombreuses exactions.
Cette période est marquée par la résistance de fortes personnalités telles que Louise de Bettignies et Léon Trulin. Au cours du siège de 1914, Louise de Bettignies âgée de 34 ans, mais en paraissant 20, et parlant quatre langues dont l'allemand et l'anglais assure la navette (munitions et aliments) avec les soldats qui tiraient encore sur les assiégeants. Dans les hôpitaux de fortune, elle écrit les lettres en allemand dictées par les mourants allemands pour leur famille. En 1915, elle va construire, pour les services anglais, sur 40 km de front autour de Lille derrière les lignes allemandes, le réseau de renseignement qui se révélera le plus étendu et le plus efficace de toute la guerre. Elle dirige plus de 100 personnes appartenant à toutes les couches de la société du département du Nord. Elle permit le premier bombardement aérien d'un train qui transportait le Kaiser en visite secrète à Lille en février 1915. Son dernier message, avant d'être arrêtée à Tournai en septembre 1915 fut pour annoncer la préparation de l'offensive allemande sur Verdun pour début 1916, information considérée comme absurde par l'état-major français.
À côté de ces actes héroïques, nombre de condamnations prononcées par les autorités allemandes montrent la résistance au quotidien qu'a opposé la population lilloise à cette main mise ennemie : mise en vente ou diffusion de textiles portant les couleurs nationales d'États opposés à l'Allemagne, jet de cigarettes à des prisonniers de passage, injures aux Françaises travaillant pour l'occupant, possession de textes hostiles à l'Allemagne, soldat teuton appelé « sale boche »... En juin 1915, le cordonnier Jacoby est exécuté pour avoir poussé des ouvriers à ne pas fabriquer des sacs servant aux Allemands. En septembre 1915, quatre résistants (Camille Jacquet, Ernest Deconninck, Georges Maertens, Sylvère Verhulst) ayant aidé des soldats anglais et français sont fusillés à Lille.
La nuit du 11 janvier 1916, le « dépôt de munition des dix-huit ponts » explose sur le boulevard de Belfort. La déflagration, énorme, est entendue jusqu'au centre des Pays-Bas. Elle souffle le quartier de Moulins, détruisant une vingtaine d'usines, des centaines de maisons et provoquant la mort de 104 civils et plusieurs centaines de blessés. On peut penser qu'un nuage de vapeur de mercure a pollué la zone située sous les retombées de l'explosion. On n'a pas su si un sabotage ou un accident était à l'origine de l'explosion.
Fin mars 1916, Lille est visitée par Herbert Hoover, futur président des États-Unis, fondateur du comité hispano-américain, lequel s'occupait de la recherche, de l'achat et du transport de nourriture en faveur des populations de la zone occupée, aide indispensable en raison de l'état de restrictions et de pénurie alors subi,. En juin 1916, obligation est faite aux Lillois de présenter les chiens au Palais Rameau. On fait des frites avec leur graisse.
La région a connu une occupation très difficile qui a beaucoup pesé sur les femmes, les enfants et les personnes âgées, la plupart des hommes d'âge mûr ayant été mobilisés. Un des sommets de cette période compliquée à Lille a été atteint autour de Pâques 1916, lorsqu'ont été enlevées et déportées des milliers de femmes et de jeunes filles. L'opération aurait été effectuée en représailles des difficultés rencontrées par les Allemands lors de leur offensive sur Verdun.
En février 1918, la population lilloise de 217 807 habitants à la veille de la guerre, est tombée à 112 000 . Le docteur Albert Calmette est un de ceux qui alertent : le taux de mortalité atteint 41,55 ‰ contre 20,65 ‰ et la tuberculose fait des ravages (taux passé de 3,05 à 5,73). Deux chiffres résument la situation de Lille pendant la Première Guerre mondiale : 8 534 naissances ont lieu pour 22 911 décès.
La ville est libérée, sans résistance, le 17 octobre 1918 par les troupes britanniques du général William Birdwood accueillies par une foule lilloise en liesse. Le 28 octobre, le général Birdwood reçoit le titre de citoyen d'honneur de la ville de Lille.

## LesAnnées folles, la Crise et leFront populaire

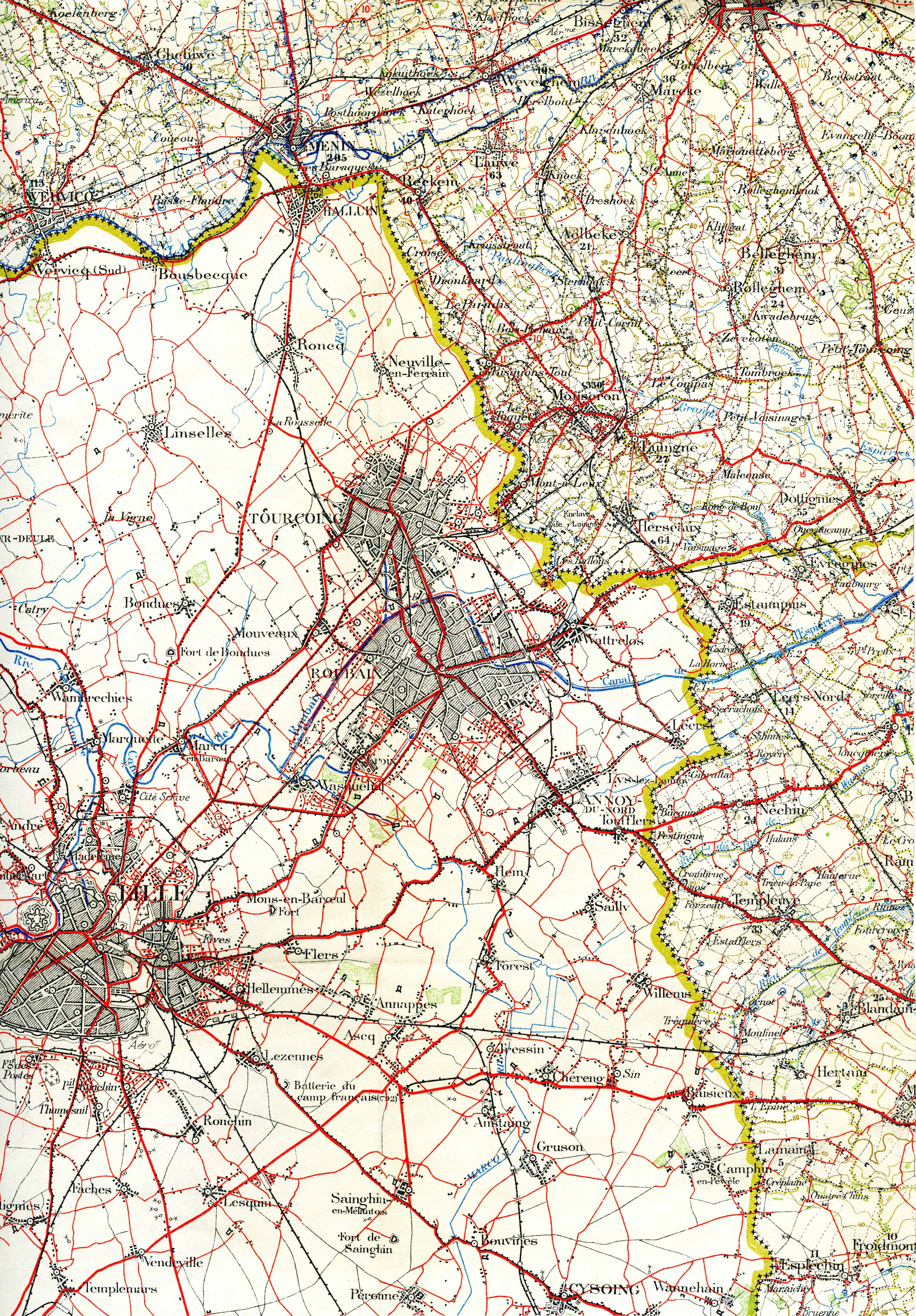
Carte de Lille et de ses environs en 1922. La grande urbanisation entre les villes n'a pas encore eu lieu.

Sur un total de 34 200 maisons en 1914, 12 200 étaient détruites à la libération, principalement à la suite les bombardements du siège de 1914 et de l'explosion des dix-huit ponts.
De plus, le déclassement des fortifications en 1919 rend disponible de vastes terrains militaires.
Cette situation suscite plusieurs projets d'urbanisme pour le centre et la périphérie, notamment le remplacement de la gare terminus par une gare de passage à Fives, la démolition du quartier insalubre de Saint-Sauveur qui serait remplacé par de larges voies bordées d'immeubles neufs et la création d'un vaste parc à  et de cité-jardins à Flers à mi-distance entre  Lille et Roubaix-Tourcoing. Les opérations d'urbanisme entreprises au cours des années 1920 seront limitées par les difficultés économiques des années 1930.
En juillet 1921, à l'institut Pasteur de Lille, Albert Calmette et Camille Guérin mettent au point le vaccin antituberculeux, connu sous le nom de BCG.
En 1925, du 10 au 26 avril 1925, se tient la première foire de Lille, voulue par quelques entrepreneurs et le maire de Lille Roger Salengro pour développer le potentiel de Lille, « troisième ville de France, idéalement placée au centre de la grande industrie française ». La première foire est un succès, elle se tient boulevard des Écoles, actuel boulevard Jean-Baptiste Lebas. Elle contient dans son enceinte un cirque ainsi qu'un kiosque à musique, l'entrée est gratuite sauf le dernier jour où il faut verser 2 F pour y accéder. Elle rassemble 400 exposants, présentant les dernières nouveautés (machines à laver, voitures, etc.), on n'a pas oublié de célébrer les proches voisins avec une journée franco-belge marquée par la visite des bourgmestres de Tournai et d'Ypres. La version 1926 confirme cette réussite avec 800 000 visiteurs, une journée luxembourgeoise, une journée britannique. Elle se répète chaque année avec des millésimes spécifiques comme celle de 1929 intitulée Exposition du progrès social organisée avec Roubaix, Lille fait édifier un bâtiment destiné à recevoir la foire internationale spécialisée de 1933. En 1951, cette réalisation a été réaménagée pour accueillir l'exposition internationale du textile. La structure (245 000 m² dans ses dernières années) disparaît de l'horizon en 1993 et lui a succédé à proximité immédiate de son emplacement Lille Grand Palais.
Le 21 mars 1926, Lille réserve un accueil enthousiaste à la reine des Belges, Élisabeth en Bavière, auréolée de son comportement exemplaire pendant la première guerre mondiale. Elle vient présider la séance solennelle de l'Institut des sciences sociales et en est faite docteur « honoris causa ».
Le 10 juin 1926, le Cartel des Gauches étant au gouvernement, et à rebours d'une tendance générale à l'apaisement après la première guerre mondiale, (voir Loi de séparation des Églises et de l'État), le maire Roger Salengro, est accusé par certains de relancer la querelle religieuse en rappelant aux membres du clergé, sur la foi d'un arrêté de 1880, que « les processions sur la voie publique » sont interdites.
Dans cette période entre les deux guerres, l'épreuve sportive régionale la plus populaire est la traversée de Lille à la nage. Le 25 août 1928, lors de la 15e édition, 157 concurrents prennent le départ.
Dès 1931, Lille subit les répercussions de la crise de 1929 et le tiers de la population vit dans la pauvreté en 1935.
La crise du 6 février 1934 (manifestation antiparlementaire), ne concerna pas que Paris : des bagarres ont également eu lieu à Lille sur la grand-place et dans les rues proches. Le 13 juillet 1935, la municipalité avec à sa tête Roger Salengro organise, en liaison avec des municipalités de la banlieue lilloise, des organisations ouvrières et politiques socialistes et d'extrême-gauche, un cortège de « Front populaire ».
Roger Salengro renforce l'action du bureau de bienfaisance municipal qui est quasiment le seul organisme à aider les personnes ne pouvant travailler (personnes âgées, sans-emploi, handicapés, malades). Il joue un rôle essentiel pour améliorer la circulation dans Lille : agrandissement du grand boulevard, installation de plaques indicatrices, de sens interdits, de feux tricolores, de passages piétons, etc. En 1936, Roger Salengro devient ministre de l'Intérieur du Front populaire, et se suicide à la suite de la calomnie menée à son encontre par les milieux d'extrême droite.
Dans cette ville frontière, la conclusion des accords de Munich fin septembre 1938 suscite un soulagement et une joie profonde : le conseil municipal attribue le nom de Neville-Chamberlain à une des rues de la ville dans les jours qui suivent.
En 1939, est organisée à Roubaix et à Lille, l'exposition du Progrès social, voulue par l'association des maires du Nord et de l'Est, pour montrer que vingt ans après la fin de la première guerre mondiale, le renouveau, tant industriel que social, est bien installé. La manifestation est inaugurée le 14 mai par le ministre du commerce Fernand Gentin, avant de recevoir le 5 juin, le président de la République Albert Lebrun, accueilli par une foule immense. Cette volonté affirmée de regarder vers l'avenir rencontre un beau succès et amène pendant quelques mois une succession d'évènements joyeux (concerts, conférences, ..). La déclaration de guerre du 3 septembre 1939 va provoquer la fin prématurée de l'exposition et de l'espoir qu'elle voulait représenter .
En 1939, Lille compte vingt-sept salles de cinéma pouvant accueillir 18 700 spectateurs.

## Seconde Guerre mondiale
Dès la déclaration de guerre à l'Allemagne, le 3 septembre 1939, on s'organise en prévision du conflit, le déplacement de la population lilloise débute : mille cinq cents personnes le 11 septembre, et mille deux cents le 12, quittent Lille pour rejoindre la région de Montreuil dans le Pas-de-Calais; le 27 septembre, la municipalité effectue une première distribution de masques à gaz dans les quartiers de Fives et Saint-Maurice.
La poche de Lille est prise le 31 mai 1940 par les Allemands, après une héroïque résistance du groupement du général Molinié. Les Allemands impressionnés leur rendirent les honneurs sur la Grand Place, le 1er juin.
Dès l'invasion de la Belgique, les Lillois encore marqués par la Première Guerre mondiale fuient en grand nombre. Lille, dans la zone rattachée au commandement allemand de Bruxelles, ne fit jamais partie du gouvernement de Vichy. Le Nord et le Pas-de-Calais sont pour l'essentiel libérés en cinq jours du 1er au 5 septembre 1944 par des troupes britanniques, français , canadiennes et polonaises ; à l'exception de la côte, et spécialement de Dunkerque qui fut une des dernières villes libérées de France. Le 3 septembre, les troupes allemandes commencent à quitter la ville pour ne pas être encerclées par les troupes britanniques déjà en route vers Bruxelles. La résistance lilloise reprend une partie de la ville au cours de furieux combats entre Allemands en déroute et qui commenceront par l'ordre d'insurrection lancé le 2 septembre. La résistance s'empare des principaux sièges administratifs et attaque les troupes allemandes en retraite puis, par un audacieux coup de main, trois groupes d'élèves policiers commandés par le lieutenant Basseux prennent la citadelle en faisant plus de 300 prisonniers. Ils s'emparent d'un important matériel qui permet à la résistance de continuer les combats contre les colonnes allemandes qui arrivent à pénétrer jusqu'à l'hôtel des postes. Le 3 septembre 1944 vers 17 heures, c'est dans une ville de Lille qui s'est déjà en partie libérée qu'entrent triomphalement les chars britanniques. Le dernier échange de feu eut lieu le 4 septembre, au sud de Lille, au village de Noyelles-lès-Seclin, sous la menace du dernier carré d'irréductibles : une compagnie de SS ayant obligé les éléments de la Wehrmacht (qui voulaient fuir vers la Belgique) du fort de Seclin à tenir une position dans le bois d'Emmerin. La concentration d'artillerie et de munitions allemande provoqua la destruction de deux chars britanniques entre Noyelles et Houplin Ancoisne. Un 3e char évita de justesse de connaître le même sort grâce à un habitant du village parlant l'anglais et put, caché par la petite église de Noyelles, détruire la totalité de la position allemande en une suite d'obus ajustés sur le bois d'Emmerin, déclenchant l'explosion des stocks de munitions. Le rationnement prit fin en 1947 et le ravitaillement ne redevint normal qu'en 1948. Lille reçoit la croix de guerre 1939-1945 le 10 octobre 1949.

## De l'après-guerre à aujourd'hui
En 1947, l'aéroport de Lille-Lesquin est ouvert à la circulation aérienne publique (jusque là il s'agissait d'un aéroport à destination militaire) civile et commerciale. D'abord limité, le trafic se développe progressivement, en particulier à partir des années 1960.
Après les débuts de la radio, premier poste émetteur de province, entré en fonction à Lille le 3 avril 1927, à l'occasion de la visite de Gaston Doumergue, président de la République, venu inaugurer la foire commerciale, a lieu le 25 avril 1950, le début de la télévision régionale dans un studio, installé en haut du beffroi de Lille. À l'origine, Télé-Lille émet deux heures en direct par jour.
Au début des années 1950, la construction du nouveau boulevard, avenue du Président Hoover et boulevard Paul Painlevé ouvre la ville sur l'autoroute A1 Paris-Lille ensuite reliée au boulevard périphérique de Lille.
En 1957, un évènement local traditionnel, il existe depuis 1830, le marché aux fleurs organisé chaque année au cœur de Lille, par la Société horticole du Nord, va mettre Lille en effervescence : la reine d'Angleterre Élisabeth II effectue sa première visite officielle en France, quatre ans après son couronnement, du 8 au 11 avril 1957. Le couple royal a réservé sa dernière journée pour venir dans le Nord. Le programme comprend notamment, une réception à l'hôtel de ville, un déjeuner à la Préfecture, où le couple est honoré d'un vivat flamand, une visite à Roubaix dont celle de la grande usine textile La Lainière à Roubaix, ville alors considérée comme la « capitale mondiale de la laine ». Mais il semble que la reine voulait surtout venir à Lille pour voir le marché aux fleurs de la ville, sur la recommandation de sa cousine, ancienne reine des belges, Élisabeth. La ville a déployé tous ses fastes pour accueillir les souverains, la foule est au rendez-vous, 150 000 personnes sur la route du cortège, près de vingt voitures officielles, entre Lesquin et Lille, 12 000 personnes à Lille même. On a même déplacé, pour la seule fois de son histoire, le moment du marché aux fleurs afin qu'il puisse coïncider avec les dates de la visite royale : traditionnellement tenu à partir du dernier mercredi d'avril, il fut avancé cette année là au 11 avril.
Dans les années 1960 et 1970, la région doit faire face à la crise du textile et de la métallurgie.
En 1962, l'agglomération Lille-Roubaix-Tourcoing est considérée comme l'une des huit « métropoles d'équilibre ». En 1967 les chambres de commerce de Lille, Roubaix et Tourcoing sont fusionnées. En 1968, est créée la « Communauté urbaine de Lille » (désormais « Métropole Européenne de Lille ») qui regroupe 85 communes autour de Lille. Lille compte en outre aujourd'hui deux communes associées : Hellemmes (1976) et Lomme (2000). La ville de Lille a été une des premières en France à développer une démocratie participative en créant dix conseils de quartier (1978), un conseil communal de concertation (1996), un conseil municipal d'enfants (1999). Elle compte actuellement 230 000 habitants. En 1998, Lille est désignée ville candidate de la France pour les JO de 2004 devant Lyon mais ne sera pas retenue par le CIO.
L'agglomération de Lille est devenu le troisième pôle éducatif de France avec plus de 115 000 élèves, étudiants et stagiaires de plus de 15 ans. Le PRES université Lille Nord de France regroupe les six écoles doctorales du Nord-Pas-de-Calais, et rassemble 3 000 doctorants.
Le « Mai 68 » lillois se traduisit, outre les grèves, par un cortège organisé le 13 mai dont le gros des bataillons était composé de syndicalistes et d'ouvriers (la région était encore fortement industrialisée) auxquels s'étaient joints, de manière assez marginale, les étudiants du quartier latin (rue de Valmy) et de Villeneuve d'Ascq. Le 19 mars 1971, sont missionnés l'équivalent d'une quarantaine de cars de CRS sur le campus d'Annapes afin d'endiguer des activités anarchistes qui semblaient avoir lieu. En réponse, les étudiants et leurs professeurs, joints par des syndicats et des politiques issus aussi bien de la gauche que de la droite, marchèrent sur Lille pour dénoncer pacifiquement cette intrusion. Le préfet mit un terme à cette opération policière.
Imaginé en 1971, le Véhicule automatique léger (VAL), premier métro automatisé au monde, est inauguré en 1983. En 1993, la ligne TGV-Nord, qui relie Paris et Lille en une heure, « rapproche » les deux villes, et en 1994 l'ouverture du Tunnel sous la Manche, puis l'arrivée de l'Eurostar dans la nouvelle gare « Lille-Europe » placent Lille au centre du triangle Paris, Londres, Bruxelles.
Dès le début des années 1980, Lille se tourne vers le secteur tertiaire. En 1991 débutent les travaux d'Euralille, projet d'aménagement urbain autour des gares TGV. Le quartier, d'architecture résolument moderne, comporte des immeubles de bureaux, des centres d'affaires, des commerces, des logements et des espaces verts. En 1994 sont inaugurés le centre Euralille, Lille Grand Palais et le Zénith de Lille.
La ville de Lille a été désignée « capitale européenne de la culture » en 2004 et, sous l'autorité de Martine Aubry, a développé une forte notoriété sur le plan international en accueillant, lors des évènements et créations artistiques, 9 millions de visiteurs.
Le titre de cocapitale européenne de la culture en 2004 et le classement du beffroi de l’hôtel de ville au patrimoine mondial de l'UNESCO en 2005 augmentent le rayonnement touristique de l'agglomération.